# Austrodecus crenatum
Austrodecus crenatum là một loài nhện biển trong họ Austrodecidae. Loài này thuộc chi Austrodecus. Austrodecus crenatum được miêu tả khoa học năm 1994 bởi Child.